# Sollevatrice idraulica

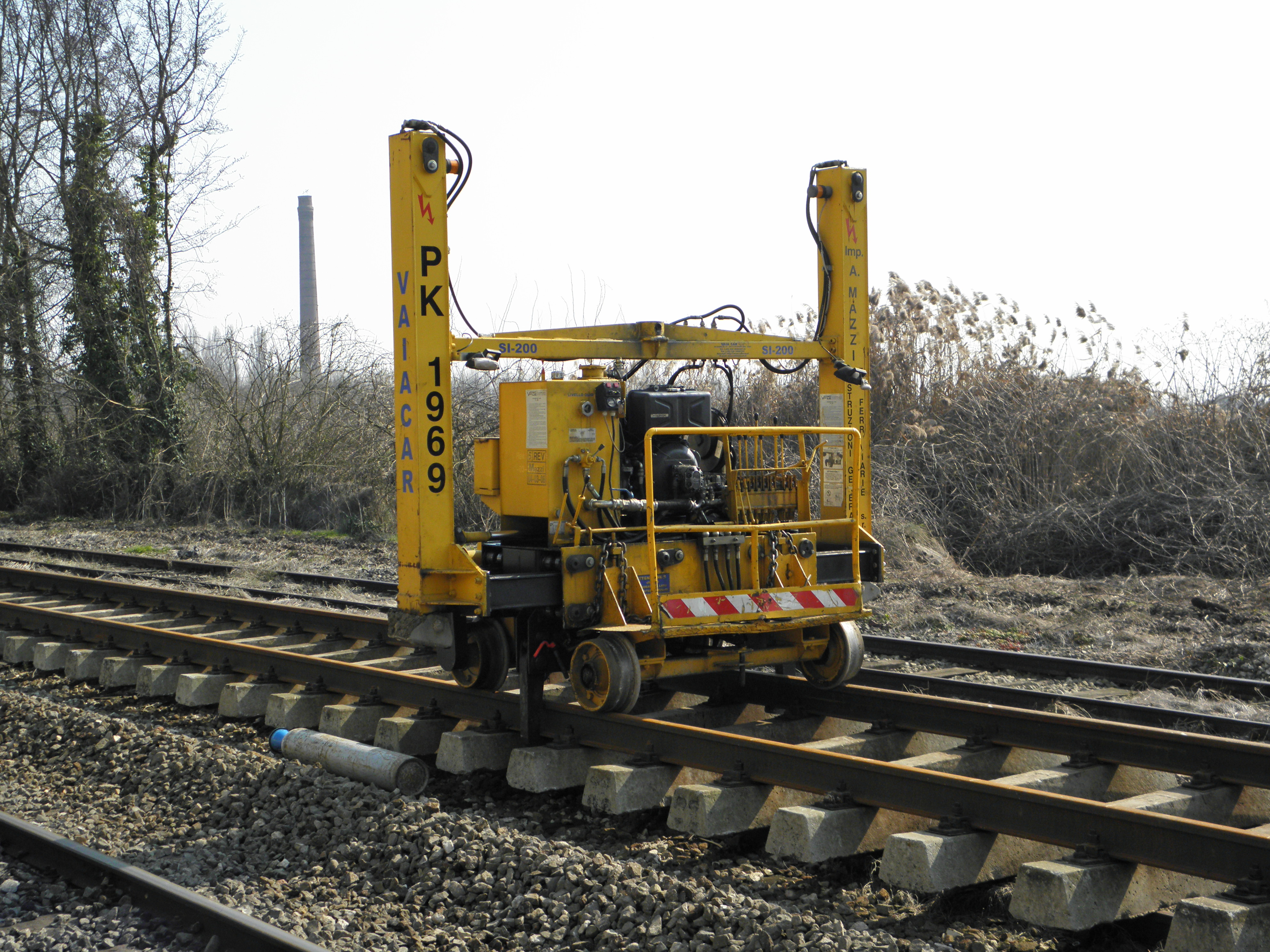
Una sollevatrice idraulica autopropulsa.

La sollevatrice idraulica ferroviaria è una macchina per la manutenzione ordinaria e sistematica dell'armamento delle linee ferroviarie atta a sollevare, spostare lateralmente e posare binari e scambi di varie dimensioni.
Caratterizzate dalla presenza di colonne portanti laterali permettono, una volta poggiate a terra, un più agevole e sicuro aggancio delle strutture per il loro sollevamento e spostamento riducendo i rischi di infortunio per il personale di manutenzione e riducendo i tempi di intervento.